# Cerro Dos Picos
Cerro Dos Picos är ett berg i Argentina.   Det ligger i provinsen Chubut, i den sydvästra delen av landet, 1 500 km sydväst om huvudstaden Buenos Aires. Toppen på Cerro Dos Picos är 2 360 meter över havet, eller 405 meter över den omgivande terrängen. Bredden vid basen är 2,7 km.
Terrängen runt Cerro Dos Picos är huvudsakligen bergig. Trakten runt Cerro Dos Picos är nära nog obefolkad, med mindre än två invånare per kvadratkilometer.. Det finns inga samhällen i närheten. 
Trakten runt Cerro Dos Picos består i huvudsak av gräsmarker.